# Arnaldo Pérez Guerra
Arnaldo Pérez Guerra (1971) es un historiador, periodista y escritor chileno, nacido en Santiago de Chile.
Ha colaborado con medios de comunicación chilenos como Punto Final, El Siglo, El Clarín, Periódico Mapuche Azkintuwe, El Periodista, La Nación Domingo, Piensa Chile, Web Mapuexpress, Liberación Ahora, El Ciudadano, Prensa OPAL, Politika, Fuga de Tinta, Resumen, entre otros.
Ha publicado en medios internacionales como La Insignia (España), Rebelión (España), Rel-UITA (Uruguay), Agencia ALAI (Ecuador), Agencia Argenpress (Argentina), la Red de contra información Indymedia, Agencia Adital (Brasil), Red Voltaire (Francia), Prensa Latina (Cuba), Brecha (Uruguay), Visiones Alternativas (Cuba), Aporrea (Venezuela), Revista Proceso (México), Cubadebate (Cuba), Hispantv (Irán), El Mercurio Digital (España), Tercera Información (España), Revista Sur y Sur (Uruguay-Venezuela), Periódico Resumen Latinoamericano Contrainformación (Argentina-País Vasco), Global Research (Canadá), entre otros.
Formó parte entre los años 1987 y 2000 de movimientos revolucionarios y subversivos.
Fue prisionero político en 1991 y 1996.